# 威廉·兰福德
威廉·兰福德（英語：William Langford，1896年8月7日—1973年1月21日），加拿大男子赛艇运动员。他曾代表加拿大参加1924年夏季奥林匹克运动会赛艇比赛，获得男子八人单桨有舵手银牌。